# Лондонские мечты
«Лондонские мечты» (англ. London Dreams) — индийская мелодрама Випула Шаха, снятая на языке хинди и вышедшая в прокат 29 октября 2009 года.

## Сюжет
Маленький Арджун живёт в Пенджабе и мечтает стать певцом, чтобы выступить на лондонском стадионе Уэмбли в память о своём дедушке, который был певцом и покончил с собой, потеряв голос. Из-за этой семейной трагедии отец Арджуна запрещает ему даже думать о карьере певца. После смерти отца Арджун едет со своим тоже ненавидящим музыку дядей (Ом Пури) в Лондон, где ему удается бежать. Много лет выступая на улицах города как уличный музыкант, Арджун (Аджай Девган) наконец становится перспективным певцом, которому удалось собрать музыкальную группу. Всё это время он поддерживает контакт со своим другом детства Манну (Салман Хан), всё ещё живущим в Пенджабе. Музыкально одаренный Манну в отличие от Арджуна не имеет больших амбиций и музыкой занимается только, чтобы доставить удовольствие себе и другим. Желая помочь другу построить карьеру певца, Арджун приглашает его в Лондон и пытается сделать из неотёсанного сельского парня стильного и уверенного в себе жителя метрополии. Со временем ему это удается, однако наступает момент, когда Арджун начинает жалеть о своей помощи другу. Однажды во время концерта Манну приходится заменить Арджуна, потерявшего голос, и публике становится очевиден его талант. Манну несомненно превосходит своего друга и по вокальным данным, и по своему дарованию, и по человеческим качествам. Это вызывает зависть Арджуна. Кроме того, участница группы Прия (Асин), в которую влюблён Арджун, начинает отдавать предпочтение Манну.
Группа отправляется в тур городам, охватывающий Париж, Рим и Амстердам, где Арджун обманом втягивает наивного Манну в череду беспорядочного секса и запрещенных наркотиков. После того как Арджун способствует тому, чтобы друг пристрастился к наркотикам, того арестовывают в машине, полной их. Притворяясь, что помогает Манну, Арджун сливает рассказ о наркотиках в прессу. По завершении тура группа отправляется в Лондон, чтобы выступить на стадионе Уэмбли перед аудиторией в 90 000 зрителей (ранее в фильме было показано, что дедушка Арджуна потерпел неудачу перед аналогичной огромной аудиторией). Зная, насколько это важно для Арджуна, Манну пытается отказаться от наркотиков. Но Арджун решает, что его успех и полный провал Манну связаны. Он платит девушке, чтобы та притворилась, будто у неё был секс с Манну, что заставляет Прию бросить его. В таком состоянии Зохеб снова подталкивает Манну к наркотикам, и тот будучи полностью подавлен, что он не может собраться с силами, чтобы появиться на сцене.
Когда ведущие поднимаются на сцену, Манна приходит в себя, выбирает праведный путь и бежит, чтобы поддержать своего друга. Но Арджун, который приведён в ярость толпой, скандирующей имя Манну, признается в своей зависти к его таланту и в том, что он сделал, чтобы прикончить Манну. Зрители освистыват Арджуна, шоу заканчивается хаосом, группа распадается, а печальный Манну в конечном итоге возвращается в свою деревню.
Дядя Арджуна советует ему извиниться перед Манну. Прибыв в деревню, где то живёт Арджун выясняет, что, зная правду, Прия и Манну воссоединились. Кроме того, она вышла за него замуж и осталась жить с ним в его деревне. Манну же говорит Арджуну не извиняться, заявиляя, что он сам виноват в том, что не видел печали Арджуна. Прия также прощает Арджуна за его неправильные поступки. Они вместе возвращаются в Лондон, и London Dreams снова становится успешной группой.

## В ролях
- Салман Хан — Манджит Кхосла, он же Манна
- Аджай Девган — Арджун, уличный музыкант
- Асин — Прия
- Раннвиджай Сингх — Зохеб Хан, участник группы
- Адитья Рой Капур[англ.] — Васим Хан
- Ом Пури — дядя Арджуна

## Саундтрек
| №   | Название                            | Исполнители                           | Длительность |
| --- | ----------------------------------- | ------------------------------------- | ------------ |
| 1.  | «Barso Yaaron»                      | Вишал Дадлани, Руп Кумар              | 5:48         |
| 2.  | «Man Ko Ati Bhavey Saiyaan»         | Шанкар Махадеван                      | 5:14         |
| 3.  | «Tapke Masti»                       | Фероз Хан                             | 4:29         |
| 4.  | «Khanabadosh»                       | К. Мохан                              | 4:41         |
| 5.  | «Khwab»                             | Рахат Фатех Али Хан, Шанкар Махадеван | 6:15         |
| 6.  | «Yaari Bina»                        | Руп Кумар, Милинд Дивадкар            | 4:32         |
| 7.  | «Jashn Hai Jeet Ka»                 | Абхиджит Гхошал                       | 4:11         |
| 8.  | «Shola Shola»                       | Зубин Гарг                            | 5:31         |
| 9.  | «Khanabadosh» (Remix)               | К. Мохан                              | 5:00         |
| 10. | «Man Ko Ati Bhavey Saiyaan» (Remix) | Шанкар Махадеван                      | 5:30         |
| 11. | «Tapke Masti» (Remix)               | Фероз Хан                             | 4:20         |

## Отзывы критиков
Отзывы критиков о фильме «Лондонские мечты» были скорее негативными. Таран Адарш высоко оценил игру основных актёров, критикуя кульминацию.
Раджив Масанд дал уничтожающую рецензию на фильм, охарактеризовав его как «удручающе глупый фильм о глупых людях». Чандрима Пал из Rediff.com раскритиковала фоновую музыку в фильме, хваля диалоги, а также игру Аджая Девгана. Нойон Джйоти Парасара из AOL считает, что «Последние двадцать минут фильма уничтожают половину его духа».